# Smile (album, Katy Perry)
Smile je nadcházející šesté studiové album americké popové zpěvačky Katy Perry. Album bylo vydáno 28. srpna 2020 skrze Capitol Records, tři roky po svém předchůdci Witness (2017). Albu předcházely singly „Never Really Over“, „Harleys in Hawaii“, „Daisies“ a „Smile“. Perry popsala album jako její „cestu za světlem, s příběhy o odolnosti, naději a lásce“.

## Pozadí
V březnu 2018 Ian Kirkpatrick oznámil, že spolupracoval s Perry na nové hudbě. V rozhovoru pro The Fader uvedl: „Strávili jsme spolu několik dní a ona je prostě úžasná.“ Dále pak uvedl, že Perry byla někdo, s kým chtěl pracovat celý život a že Perry byla nejvíc normální, bez ega osoba. V červnu stejného roku byla Katy viděna pracovat s Maxem Martinem v jeho rodném Švédsku. V březnu 2020 Ryan Tedder odhalil, že s Katy pracoval na novém albu. 
V březnu 2020 oznámila své úmysly uvolnit spoustu nové hudby během letních měsíců téhož roku. V květnu oznámila píseň „Daisies“ jako hlavní singl alba. Ve stejném měsíci oznámila datum vydání alba 14. srpna 2020 prostřednictvím Alexy od Amazonu. V červnu se v rozhovoru pro Billboard bavila o novém skladě, „Teary Eyes“. Později v rozhovoru z července 2020 potvrdila, že na albu bude již vydána píseň „Never Really Over“. Stejný měsíc potvrdila jako název Smile. 27. července na sociálních sítích oznámila, že datum vydání alba bylo přesunuto na 28. srpna kvůli „nevyhnutelným zpožděním výroby“.

## Propagace

### Singly
15. května 2020 byla jako hlavní singl alba zveřejněna píseň „Daisies“. Další singl, „Smile“, byl zveřejněn 10. července spolu s předobjednáním alba. 21. prosince 2020 vydala Perry „Not the End of the World“ jako třetí singl alba spolu s doprovodným videoklipem.
Během 2019 a 2020 byly vydány 4 singly – Never Really Over, Harleys in Hawaii, Small Talk a Never Worn White. V červnu 2020 bylo oznámeno, že singl „Never Really Over“, který byl vydán 31. května 2019, bude na Smile vydaném o pár měsíců později. Během předobjednávek alba bylo oznámeno, že singl „Harleys in Hawaii“, vydaný 16. října 2019, se též objeví na standardní edici alba. Singly ''Small Talk'' a ''Never Worn White'' se sice neobjeví na standardní edici alba, ale budou součástí tzv. Fan edition.

### Promo singly
Perry zveřejnila „What Makes a Woman“ jako propagační píseň 20. srpna 2020. Také zveřejnila akustickou verzi písně výhradně na její Vevo stránce. Dle jejích slov je píseň věnovaná její ještě tehdy nenarozené dceři. 12. listopadu 2020 Perry zveřejnila remix písně "Resilient" ve spolupráci s Tiesto and Aitana.

## Prodejnost
Odhad prodejů po prvním týdnu ve Spojených státech amerických se odhaduje na 60 tisíc kusů. Což by se jednalo o nejnižší prodejnost od jejího debutového alba One of the Boys (album, Katy Perry). Předpokládá se debut na 3. místě americké hitparády Billboard 200 za albem Folklore od Taylor Swift, které tak nejspíše stráví svůj již 5. týden na 1. místě a za albem Shoot for the Stars, Aim for the Moon od Pop Smoke.

## Seznam skladeb
| Smile: Standardní edice | Smile: Standardní edice  | Smile: Standardní edice                                                                                                   | Smile: Standardní edice             | Smile: Standardní edice |
| Pořadí                  | Název                    | Autor | Producent                           | Délka                   |
| ----------------------- | ------------------------ | --- | ----------------------------------- | ----------------------- |
| 1.                      | Never Really Over        | Katy Perry Dagny Sandvik Michelle Buzz Jason Gill Gino Barletta Hayley Warner Zedd Leah Haywood Daniel James              | Zedd Dreamlab                       | 3:43                    |
| 2.                      | Cry About It Later       | Perry Sasha Sloan Jonnali Parmenius Oscar Holter                                                                          | Holter                              | 3:09                    |
| 3.                      | Teary Eyes               | Perry Michael Pollack Madison Love Jacob Kasher Hindlin Andrew Goldstein                                                  | Goldstein OzGo                      | 3:02                    |
| 4.                      | Daisies                  | Perry Jon Bellion Hindlin Pollack The Monsters & Strangerz                                                                | The Monsters & Strangerz Gian Stone | 2:54                    |
| 5.                      | Resilient                | Ferras Alqaisi Stargate                                                                                                   | Stargate                            | 3:07                    |
| 6.                      | Not the End of the World | Perry Pollack Love Hindlin Goldstein                                                                                      | Goldstein                           | 2:58                    |
| 7.                      | Smile                    | Perry Brittany "Starrah" Hazzard Alqaisi Oliver Goldstein Josh Abraham Anthony Criss Benny Golson Kier Gist Vincent Brown | Abraham Oligee G Koop               | 2:46                    |
| 8.                      | Champagne Problems       | Perry Hindlin John Ryan Johan Carlsson Ian Kirkpatrick                                                                    | Kirkpatrick                         | 3:16                    |
| 9.                      | Tucked                   | Perry Alqaisi Hindlin Ryan Carlsson                                                                                       | Carlsson                            | 3:07                    |
| 10.                     | Harleys in Hawaii        | Perry Charlie Puth Hindlin Carlsson                                                                                       | Puth Carlsson Peter Karlsson        | 3:05                    |
| 11.                     | Only Love                | Perry Sophie Cooke Andrew Jackson                                                                                         | John DeBold                         | 3:18                    |
| 12.                     | What Makes a Woman       | Perry Sarah Hudson Hindlin Ryan Carlsson                                                                                  | Carlsson Elvia Anderfjard Karlsson  | 2:11                    |
| Celková délka:          | Celková délka:           | Celková délka: | Celková délka:                      | 36:36                   |

| Smile: Fanouškovská edice | Smile: Fanouškovská edice      | Smile: Fanouškovská edice                              | Smile: Fanouškovská edice                     | Smile: Fanouškovská edice |
| Pořadí                    | Název                          | Autor                                                  | Producent(i)                                  | Délka                     |
| ------------------------- | ------------------------------ | ------------------------------------------------------ | --------------------------------------------- | ------------------------- |
| 13.                       | Small Talk                     | Perry Carlsson Puth Hindlin                            | Carlsson Puth                                 | 2:41                      |
| 14.                       | Never Worn White               | Perry Carlsson John Ryan Hindlin                       | Carlsson                                      | 3:45                      |
| 15.                       | Daisies (acoustic)             | Perry Bellion Hindlin Pollack The Monsters & Strangerz | Pierre-Luc Rioux Stone                        | 3:05                      |
| 16.                       | Daisies (Oliver Heldens remix) | Perry Bellion Hindlin Pollack The Monsters & Strangerz | The Monsters & Strangerz Stone Oliver Heldens | 3:35                      |
| Celková délka:            | Celková délka:                 | Celková délka:                                         | Celková délka:                                | 49:42                     |

| Target edice   | Target edice                       | Target edice                                 | Target edice   | Target edice |
| Pořadí         | Název                              | Autor                                        | Producent(i)   | Délka        |
| -------------- | ---------------------------------- | -------------------------------------------- | -------------- | ------------ |
| 13.            | Message from Katy (hlasová zpráva) |                                              |                | 3:31         |
| 14.            | High on Your Supply                | Perry Ilya Salmanzadeh Alqaisi Savan Kotecha | Ilya Karlsson  | 4:00         |
| Celková délka: | Celková délka:                     | Celková délka:                               | Celková délka: | 44:07        |

| Japonská edice | Japonská edice                     | Japonská edice                                         | Japonská edice                                | Japonská edice |
| Pořadí         | Název                              | Autor                                                  | Producent(i)                                  | Délka          |
| -------------- | ---------------------------------- | ------------------------------------------------------ | --------------------------------------------- | -------------- |
| 13.            | Message from Katy (hlasová zpráva) |                                                        |                                               | 3:31           |
| 14.            | High on Your Supply                | Perry Ilya Salmanzadeh Alqaisi Savan Kotecha           | Ilya Karlsson                                 | 4:00           |
| 15.            | Small Talk                         | Perry Carlsson Puth Hindlin                            | Carlsson Puth                                 | 2:41           |
| 16.            | Never Worn White                   | Perry Carlsson John Ryan Hindlin                       | Carlsson                                      | 3:45           |
| 17.            | Daisies (acoustic)                 | Perry Bellion Hindlin Pollack The Monsters & Strangerz | Pierre-Luc Rioux Stone                        | 3:05           |
| 18.            | Daisies (Oliver Heldens remix)     | Perry Bellion Hindlin Pollack The Monsters & Strangerz | The Monsters & Strangerz Stone Oliver Heldens | 3:35           |
| Celková délka: | Celková délka:                     | Celková délka:                                         | Celková délka:                                | 57:22          |

| Žebříček (2020)              | Pozice |
| ---------------------------- | ------ |
| Argentina (CAPIF)            | 6      |
| Austrálie (ARIA)             | 2      |
| Česko (ČNS IFPI)             | 35     |
| Francie (SNEP)               | 17     |
| Itálie (FIMI)                | 10     |
| Japonsko (Oricon)            | 32     |
| Kanada (Billboard)           | 5      |
| Německo (Offizielle Top 100) | 14     |
| Nový Zéland (RMNZ)           | 4      |
| Polsko (ZPAV)                | 24     |
| Rakousko (Ö3 Austria)        | 8      |
| UK (OCC)                     | 5      |
| USA (Billboard)              | 5      |

| Profesionální kritika | Profesionální kritika |
| Zdroj                 | Hodnocení             |
| --------------------- | --------------------- |
| Guardian              | 3/5 hvězdiček         |
| iReport               | 1.5/5 hvězdiček       |
| musicserver.cz        | 5/10 hvězdiček        |
| NME                   | 2/5 hvězdiček         |
| Pitchfork             | 5.7 / 10              |
| RollingStone          | 3/5 hvězdiček         |

## Historie zveřejnění
| Oblast        | Datum          | Formát(y) | Edice              | Vydavatelství         |
| ------------- | -------------- | --------- | ------------------ | --------------------- |
| Svět          | 28. srpna 2020 |           | Standardní         | Capitol               |
| Svět          | 28. srpna 2020 | CD        | Fanouškovská edice | Capitol               |
| Japonsko      | 28. srpna 2020 | CD        | Japonská edice     | Universal Music Japan |
| Spojené státy | 28. srpna 2020 | CD Vinyl  | Target edice       | Capitol               |